# Herten
Herten település Németországban, azon belül Észak-Rajna-Vesztfália tartományban. Lakosainak száma 62 204 fő (2023. december 31.). Herten Recklinghausen, Herne, Gelsenkirchen és Marl községekkel határos.

## Népesség
A település népességének változása:
| Lakosok száma | 70 647 | 62 235 | 61 669 | 61 791 | 61 910 | 62 473 | 62 204 |
|               | 1975   | 2010   | 2017   | 2019   | 2021   | 2022   | 2023   |